# Kopf hoch, Charly!
Kopf hoch, Charly! ist ein 1926 auf beiden Seiten des Atlantiks entstandenes, deutsches Stummfilmmelodram von Willi Wolff mit seiner Gattin Ellen Richter in der Hauptrolle. Die Geschichte basiert auf einem Illustriertenroman (Berliner Illustrierte Zeitung, 1926) von Ludwig Wolff.

## Handlung
Der titelgebende Charly ist kein Mann, sondern die brünette Charlotte Ditmar, die jedoch alle nur „Charly“ nennen. In ihrem Leben läuft nach einer Zeit des Glücks mit ihrem Gatten Frank einiges reichlich schief: Frank ist von Hamburg aus in die Vereinigten Staaten abgereist, weil er sich von seinem vermögenden Onkel Geld leihen will. Er hat Charly am Hamburger Hafen zurückgelassen. In ihrer Verzweiflung um den Trennungsschmerz verliert sie das Bewusstsein und wacht in ihr fremder Umgebung eines Reeders wieder auf. Sie weiß nicht, was (und wie ihr) geschehen ist. Charly fährt daraufhin verwirrt in ihre Heimatstadt Berlin zurück. Von Frank allen zurückgelassen, muss sie ihr eigenes Geld verdienen, um sich finanziell über Wasser zu halten, und beginnt als Mannequin zu arbeiten. Ihr Mann ist derweil drüben in den Staaten, in New York, dank seiner Neuorientierung und Neubindung an die Amerikanerin Margie Quinn, einer Millionärstochter, zu einem gemachten Mann geworden und lebt ein von Pracht und Glamour bestimmtes Luxusleben in einer pulsierenden Metropole mit all ihrem Glitzer und Glamour zwischen Broadway und Brooklyn Bridge. Es kommt schließlich zur Scheidung der Eheleute Ditmar.
Nunmehr wieder frei und ungebunden, orientiert sich Charly männertechnisch neu und gerät in die Hände des (sich rasch als halbseiden erweisenden) französischen Marquis d’Ormesson, dem sie nach Paris folgt. Der Franzose ist jedoch mehr Schein als Sein und zeigt, dass er nicht mehr als ein Hochstapler und Falschspieler ist. Auch ihre nächste Liaison mit einem Hochadeligen erweist sich als böser Fehlgriff. Charly lernt den Herzog von Sanzedilla kennen, und beide heiraten. Doch der Herzog ist ein falscher Hund und die Hochzeit fingiert. Und wieder steht die Berlinerin allein da, wie ein begossener Pudel im Regen. Jetzt heißt es „Kopf hoch, Charly!“ Ausgerechnet die frühere Begegnung mit dem Hamburger Reeder John Jacob Bunjes, die einst, kurz nach der Abreise ihres abtrünnigen Ex-Gatten, unter so schlechtem Vorzeichen startete, erweist sich nunmehr als ihr Rettungsanker. Dieser Hamburger Grandseigneur ist, anders als all die hochtrabenden Titelträger zuvor, die sich in Charlottes Leben als Irrläufer erwiesen haben, nicht nur bodenständig, sondern auch reell und eine ehrliche Haut. Als dessen Frau, so ist sich Charly sicher, wird sie endlich wieder glücklich werden.

## Produktionsnotizen
Die Dreharbeiten fanden im September 1926 in den Efa-Ateliers in Berlin sowie überdies in Hamburg, Paris und New York (alles Außenaufnahmen) statt. Die Uraufführung war am 18. März 1927 in Berlins UFA-Theater Kurfürstendamm.
Ernst Stern entwarf die Filmbauten.

## Kritiken
„Der Autor Robert Liebmann setzt dieser Fülle der Ereignisse seine «Erfahrung» gegenüber. Er läßt reisen und Briefe schreiben, Blumen und Titel sprechen und setzt unter das Werk den Titel Ende, wenn der harmlose Bürger im Parkett glaubt, daß die Geschichte erst losgeht. Die räumliche Trennung der Handlungsschauplätze mag ja die Arbeit des Autors sehr erschwert haben. Aber etwas flüssiger und geschlossener müssen auch solche Filme im Jahre 1927 schon gemacht werden. Mit primitiv erbauten Manuskript-Baracken ist das heute nicht mehr zu machen, wo wir Autoren kennen, die auch aus solchen Baumaterialien massive Häuser zimmern. Willi Wolff hat endlich mal wieder Gelegenheit, im Reise-Filmstil zu arbeiten. Darin hat er Routine, was die Außenaufnahmen von New York und Paris zeigen. Leider hat er das Pech, daß man das alles schon reichlich oft und nicht nur routiniert gemacht gesehen hat. (…) Er arbeitet überhaupt sehr routiniert, der Herr Regisseur. Wie er das so in langer Regie-Praxis gewohnt ist. Diese «altbewährte Routine» ist aber die Überschrift über das schwärzeste Kapitel des deutschen Filmniederganges. (…) Es ist in diesem stockkonservativen Film nicht verwunderlich, daß Ellen Richter die Hauptrolle spielt. Und wenn dabei die ganze Handlung zur Farce wird.“
„Das Vielerlei an spannenden Begebenheiten, das dieser Film bringt, fesselt das Publikum von der ersten bis zur letzten Szene. Wohl ist manche der Feinheiten, die der seinerzeit in der «Berliner Illustrierten Zeitung» erschienene Roman von Ludwig Wolff in sich trug, durch die Manuskriptverfasser Willi Wolff und Robert Liebmann über Bord geworfen worden, um den Stoff den Gesetzen der Filmdramaturgie anzupassen, doch ist noch genug des Schmackhaften übriggeblieben, um den Erfolg des Films zu sichern. (…) Willi Wolff, der Regisseur, hat allen Szenenbildern den Zauber der Echtheit abgewonnen, schade nur, daß die Hauptdarstellerin nicht in gleicher Weise den Anforderungen ihrer Rolle gerecht wird. Wohl muß man anerkennen, daß Ellen Richter mit bewunderungswürdiger Selbstverleugnung zuließ, daß ihre Gegenspielerin Margerie Quimby durch ihren besonderen Charme und ihr sicheres Spiel sie selbst so sehr in den Schatten stellen durfte. Aber Ellen Richters Mimik war diesmal blasser denn je, ihr Spiel manieriert und ihr Aussehen trotz der prächtigen Roben, die sie trug, nicht so, daß ihre Rolle unbedingt glaubhaft wurde. Anton Pointner war dagegen der stets sympathische junge Ehemann, dem man sein Glück an der Seite der schönen Dollarmillionärin gerne gönnte.“
„Es ist ein deutsch-amerikanischer Gemeinschaftsfilm. Die amerikanische Photographie erschlägt die deutsche. Weniger durch Stimmungsmalerei als durch interessante Kamera-Einstellung. Der junge Deutsche erblickt das Hotel, sein Blick wandert die Wolkenkratzerwand hinauf. Er verbiegt sich fast das Genick. Prachtvolle Stadtbilder von New York. Schade, daß sich der Film, wie der spannende Roman von Ludwig Wolff, in Hochstapler- und Spielerklischees verliert. Ellen Richter wird schwer tragisch, während Michael Bohnen zuweilen durch leichte Bonvivantzüge angenehm überrascht.“
„Im Ufa-Theater Kurfürstendamm finden traditionell die Premieren der Filme statt, die Ellen Richter in eigener Gesellschaft unter Regie ihres Mannes Willi Wolff herstellen läßt. Früher waren das oft wunderschöne Reisebilder, bewegte und abenteuerliche Verfolgungsgeschichten. Aber nachdem sie die ganze Welt bereist hat, fühlt sie, seßhaft geworden, einen schauspielerischen Ehrgeiz, der weit über das Maß ihrer Fähigkeiten geht. (…) Es gibt bei der Beurteilung von schauspielerischen Leistungen im Film eine Grenze, bei der jede Galanterie aufhören muß. Hier ist diese Grenze schon so weit überschritten, daß es eigentlich durchaus peinlich wird. Michael Bohnen ist sympathisch, wirkt aber merkwürdig weichlich. Ein paar gute Aufnahmen aus New-York und einige Manuskripteinfälle von Liebmann bilden einen mageren Trost in diesem kümmerlichen Werk.“